# ⁠Stephen Pichon
Stephen Jean-Marie Pichon (n. 10 august 1857, Arnay-le-Duc, Bourgogne, Franța – d. 18 septembrie 1933, Vers-en-Montagne⁠(d), Franche-Comté⁠(d), Franța) a fost un jurnalist, diplomat și om politic francez al celei de-a Treia Republici. Bulevardul Stéphen-Pichon din Paris îi poartă numele.

## Biografie
Stephen Jean-Marie Pichon s-a născut la 10 august 1857 în Arnay-le-Duc, Côte-d'Or.
A fost ministrul francez în China (1897–1900), inclusiv în perioada Răscoala Boxerilor. În 1901, Stephen Pichon a fost numit Rezident General al Protectoratului Tunisian, succedându-l pe Georges Benoit. În 1906, a fost succedat de Gabriel Alapetite.
Aflat în relații apropiate cu Georges Clemenceau, a îndeplinit rolul de Ministru al Afacerilor Externe de mai multe ori, atât sub conducerea lui Clemenceau, cât și a altor personalități politice. Stephen Pichon a gestionat în Paris acordul francez privind transformarea Consiliului Național Cehoslovac în guvernul provizoriu cehoslovac pe 26 septembrie 1918 (când Edvard Beneš a primit confirmarea lui Tomáš Garrigue Masaryk din Washington).
Cea mai importantă contribuție a sa a fost în perioada guvernării lui Clemenceau, în timpul Primului Război Mondial și la Conferința de Pace de la Paris din 1919, dar, la fel ca majoritatea celorlalți miniștri de externe prezenți la conferință, Pichon a fost în mare parte eclipsat de figura mai autoritară a șefului său de guvern.
Stephen Pichon a murit pe 18 septembrie 1933 în Vers-en-Montagne, Jura.

## Onoruri
- Cavaler al Legiunii de Onoare la 31 octombrie 1895
- Ofițer al Legiunii de Onoare la 8 aprilie 1898
- Comandor al Legiunii de Onoare la 14 august 1900.[11]
- Avenue Stéphen-Pichon din Arondismentul 13 din Paris, lângă Place d'Italie, a fost numită în onoarea sa în 1934.
- O școală din Bizerta, Tunisia, îi poartă numele.

## Publicații
- Articole și cronici parlamentare în La Justice
- Scrieri publicistice în Le Petit Journal
- La diplomatie de l’Église sous la IIIe République, ediție O. Doin, 1892, 78 pagini
- Rétablissement des relations diplomatiques entre la France et la République dominicaine, 1894
- Traité d'arbitrage pour la délimitation de la Guyane française, 1897
- Les derniers jours de Pékin de Pierre Loti, precedat de La Ville en flammes de Stephen Pichon, și La Défense de la légation de France de Eugène Darcy, 1902
- Dans la Bataille, eseu biografic, ediție A. Méricant, 1908, 314 pagini
- La Guerre et les neutres de René Moulin, prefață de Stephen Pichon, 1915
- Manuscrise și corespondențe, manuscrise de la biblioteca Institut de France, și de la Bibliothèque nationale de France (date Gallica).
- Introducere la Sokolow, Nahum (1919). History of Zionism: 1600–1918. Longmans, Green & Co., London.